# Боварь, Виталий Викторович
Виталий Викторович Боварь (род. 3 сентября 1991) — российский оппозиционный политик, депутат муниципального совета МО Владимирский округ Санкт-Петербурга, заместитель главы. Избран от партии Яблоко, лишился членства в 2022 году в результате массовых партийных чисток. Один из организаторов встречи российских муниципальных депутатов «Земский съезд». Главный редактор муниципальной газеты округа, лишен должности по политическим мотивам.

## Политическая деятельность
Летом 2020 года, во время общероссийского голосования по поправкам в Конституцию, в качестве главного редактора муниципальной газеты выступил против поправок, номер газеты вышел под заголовком «Я/Мы наша Конституция» (отсылка к известному лозунгу «Я/Мы Иван Голунов»). В октябре 2020 года одним из первых российских политиков выступал против усиления контроля над муниципалитетами со стороны центральной власти и ограничения их финансирования.
В мае 2021 был в числе двух задержанных за «Земском съезде» российских депутатов (вместе с Юлией Галяминой,  Александром Бондарчуком и Виктором Шалякиным) в качестве одного из организаторов съезда.
Летом 2022 года выступил против «закона о реновации хрущёвок». Организовал предвыборный штаб оппозиционных кандидатов на довыборах в муниципальные советы Санкт-Петербурга. Компания велась под антивоенными слоганами.
Добивался и добился отчётности полиции перед жителями на территории как Владимрского округа, так и других муниципальных округов Санкт-Петербурга. Добился возвращения муниципалитетам Петербурга права назначения обязательных и исправительных работ.
В феврале 2022 года подписал открытое письмо российских муниципальных депутатов, осуждающих вторжение на Украину, а в сентябре подписал обращение депутатов, призывающих к отставке Владимира Путина.
Лишен мандата 6 июня 2023 года, планирует оспаривать лишение в суде.
23 июня 2023 года Минюст РФ внёс Виталия Боваря в реестр т.н. «иностранных агентов».
Участвовал в 2023 году в съездах муниципальных депутатов в Бонне и Берлине.

### В сфере образования
В 2013 году выступил против слияния исторического и философского факультетов СПбГУ.
В 2017 протестовал против отзыва лицензии у Европейского университета.